# Adriaan Kluit
Adriaan Kluit (Dordrecht, 9 februari 1735 - Leiden, 12 januari 1807) was een Nederlandse geleerde en hoogleraar in diverse vakgebieden. Hij leverde belangrijke bijdragen aan de Nederlandse geschiedschrijving en taalkunde en introduceerde de discipline van statistiek, toen gelijkgesteld aan staathuishoudkunde, aan de Universiteit van Leiden. In de patriottentijd was Kluit een van de felste tegenstanders van de revolutionairen.

## Biografie
Adriaan Kluit werd in 1735 geboren in Dordrecht. Hij was het achtste kind van de apotheker Willem Kluit en Cornelia Louise de la Coste, dochter van een geslacht van Waalse hugenoten. Hij volgde onderwijs aan de Latijnse school van Dordrecht. In 1755 vertrok hij naar Utrecht om geschiedenis en recht te studeren onder Christiaan Trotz, Petrus Wesseling en Christoph Saxius. Daar raakte hij bevriend met Meinard Tydeman, Hendrik van Wijn en Herman Tollius. Op voorspraak van Wesseling werd hij na zijn afstuderen docent aan de Latijnse school in Rotterdam, waar hij de steun kreeg van de pensionaris van de stad, de verzamelaar Gerard Meerman. Hij werkte aan Latijnse scholen in Den Haag, Alkmaar en Middelburg tot hij in 1776 in de laatste stad tot hoogleraar werd benoemd.
Zijn minutieuze historische onderzoek, en mogelijk zijn politieke voorkeuren, maakten dat Kluit in 1779 werd benoemd tot de eerste hoogleraar geschiedenis aan de Universiteit Leiden. Daar gaf hij les in het historisch staatsrecht, de ars diplomatica (de "kunst der diplomatie") en later de statistiek. In 1789-1790 was hij door raadpensionaris Laurens Pieter van de Spiegel aangesteld als privédocent in vaderlandse geschiedenis en historisch staatsrecht van erfprins Willem Frederik, de latere koning Willem I, die daartoe bij de Leidse universiteit stond ingeschreven. In 1795 werd hij om politieke redenen ontslagen, maar in 1802 werd hij als hoogleraar in ere hersteld door de universiteit. Kluit bleef in Leiden tot zijn dood in 1807; hij en zijn vrouw Johanna van Oursel werden in hun huis aan het Rapenburg bedolven onder het puin bij de Leidse buskruitramp.

## Geschiedschrijving
Adriaan Kluit was een van de belangrijkste Nederlandse geschiedschrijvers van de achttiende eeuw. Jaren van bronnenonderzoek hadden hem tot een groot kenner van middeleeuwse documenten gemaakt. Hij schreef verschillende werken over de Nederlanden in de middeleeuwse, grafelijke periode en de geschiedenis van de Nederlandse staat sinds de vroegste jaren van Frankische verovering in de nadagen van het Romeinse Rijk. Kluits Historia critica comitatus Hollandiae et Zeelandiae (1777-1782) was een van de eerste Nederlandse geschiedenissen die voornamelijk op basis van bronnenonderzoek tot stand kwam, en zijn Historie der Hollandsche Staatsregering tot 1795 (1802-1805) was lange tijd een standaardwerk over de constitutionele geschiedenis van de Republiek.

## Politiek
Historisch onderzoek en geschiedschrijving waren in de late achttiende eeuw vaak sterk verbonden met politieke twist. Vaak werd kennis van het verleden gebruikt om politieke ideologieën in het heden te rechtvaardigen. Adriaan Kluit is een sprekend voorbeeld. Met beroep op historische verdragen en grondwetten verdedigde hij in de jaren 1780 het ancien régime van de Nederlandse Republiek tegen de hervormingsambities van de democratische patriotten. Zijn politieke conservatisme werd gedreven door een grote waardering voor de staatsrechtelijke geschiedenis van de Republiek en een sterk besef van historische continuïteit. Zijn De souvereiniteit der Staten van Holland verdedigd (1785) en De rechten van den mensch in Vrankrijk, geen gewaande rechten in Nederland (1793) behoren tot de centrale werken van het politieke debat van de Nederlandse revolutiejaren.

## Statistiek en staathuishoudkunde
In de jaren 1790 verbreedde Kluit zijn onderzoeksterrein naar de studie van recente Europese geschiedenis. Na de Bataafse Revolutie van 1795 werd hij voor enkele jaren uit zijn ambt ontheven. Hij gebruikte zijn vrije uren om zich te verdiepen in nieuwe onderwerpen. Met de studie van 'statistiek,' ook wel 'staathuishoudkunde' genoemd, richtte hij zich naar Duits voorbeeld op de onderscheidende kenmerken van verschillende naties. De studie, gerelateerd aan de Kameralistiek, combineerde geschiedenis, geografie, rechtsgeleerdheid, economie en andere onderzoeksvelden om bestuurders inzicht te geven in de mogelijkheden en behoeften van land en inwoners. Kluit was een van de eersten die deze studie, die in Duitsland ontwikkeld was aan de universiteit van Göttingen door geleerden als Gottfried Achenwall en August Ludwig Schlözer, in Nederland introduceerde.

## Belangrijkste werken
- Wederlegging der ontzwagtelde en gezuiverde aldervroegste Vaderlandze Oudheden van den Heer J. Bent, benevens ene korte bijlage over het Westfriese Jagtregt van denzelven (Den Haag 1761). (Online)
- Conspectus historiae criticae Comitatus Hollandiae et Zeelandiae (Utrecht 1773).
- Historia critica Comitatus Hollandiae et Zelandiae, sistens Chronicon Hollandiae vetustissimi anonymi monachi Egmondani, cum notis Matthaei, Douzae aliorumque nec non perpetuo editoris comment. illustratum. Accedit Codex diplomaticus et probationes 2 dln. (Middelburg 1777-1784); (Deel 1); (Deel 2).
- Inwijingsrede over 't recht 't welk de Nederlanders gehad hebben om hunnen wettigen vorst en Heer Philips, koning van Spanje, af te zweren, uit het Latijn (Leiden 1779) (Online).
- Primae lineae collegii diplomatico-historico-politici sistentes vetus jus publicum Belgicum, historice enarratum et ex antiquis monumentis et veteris aevi diplomatibus illustratum (Leiden 1780) (Online).
- Academische redevoering over het Misbruik van het algemeen Staatsrecht, of over de nadelen en onheilen, die uit het misbruik in de beoefeninge voor alle burgermaatschappijen te wachten zijn (Leiden 1784/1787) (Online).
- De Souvereiniteit der Staten van Holland verdedigd tegen de hedendaagsche leer der volksregering, voornamelijk tegen het geschrift: Grondwettige herstelling van Nederlands Staatswezen (Leiden 1785/1788). (Online)
- Historiae federum Belgii Foederati primae lineae 3 dln. (Leiden 1790-91); (Deel 1); (Deel 2); (Deel 3).
- Index chronologicus sive Prodomus ad primas lineas historiae federum Belgii Federati (Leiden 1790) (Online).
- De rechten van den mensch in Frankrijk geen gewaande rechten in Nederland (Amsterdam 1793) (Online).
- Iets over den laatsten Engelschen oorlog met de Republiek, en over Nederlands koophandel (Amsterdam 1794) (Online).
- Historie der Hollandsche Staatsregeling tot aan het jaar 1795, met Bijlagen 5 dln. (Amsterdam 1802-1805); (Deel 1); (Deel 2); (Deel 3); (Deel 4); (Deel 5).